# Elin Hugoson
Måna Elin Beatrice Josephine Hugoson, född 22 november 1982, är en svensk skådespelare. 
Hugoson tog examen på den tvååriga teaterutbildningen på Stella Adler Academy of Acting i Los Angeles 2011. Hon har medverkat i en rad teater-, TV- och filmproduktioner både i Sverige och USA.

## Filmografi
- 1999 – Lusten till ett liv
- 2007 – Höök (TV-serie)
- 2007 – Järnets änglar
- 2011 – Blood Runs Cold
- 2012 – A Sunflower
- 2014 – Anton Begins
- 2014 – Tjockare än vatten (TV-serie)
- 2014 – Efter jakten